# Прекрасный боксёр
«Прекра́сный боксёр» (тайск. บิวตี้ฟูล บ๊อกเซอร) — тайский фильм 2003 года об одном из самых известных спортсменов страны — кикбоксере-транссексуалке Нонг Тум. Главную роль в картине, изобилующей эпизодами спортивных поединков, сыграл профессиональный кикбоксер Асани Суван. Фильм, мировая премьера которого состоялась в рамках Берлинского киносмотра, стал международным критическим хитом. Режиссёр ленты Экачай Уэкронгтам удостоился награды «Серебряная раковина» на фестивале в Сан-Себастьяне, а Асани Суван был назван в 2004 году Национальной киноассоциацией Таиланда лучшим актёром (при том, что профессиональным актёром он не является).

## Сюжет
Фильм представляет собой историю жизни тайского боксёра-транссексуалки Паринья Чароэнпхол. Родившийся на севере Таиланда в бедной семье, мальчик с детства любил одеваться в женскую одежду и использовать косметику, за что часто бывал бит. Подростком Паринья Чароэнпхол случайно оказался на любительском ринге и единственным ударом отправил своего соперника в нокаут, заработав за победу 500 бат. Отправившись вместе с братом в юношеский спортивный лагерь, где занимаются подготовкой будущих профессиональных кикбоксёров, Паринья демонстрирует природную одарённость к этому виду спорта. Наставник лагеря Пай Чарт начинает усиленно тренировать многообещающего парня, которому поначалу очень недостаёт физической выносливости. Юный спортсмен делает заметные успехи и одерживает первые победы на провинциальных турнирах, где он выступает под именем Нонг Тум. При этом он продолжает мечтать о женском теле, тайно разукрашивая своё лицо помадой и пудрой. Однажды его в таком виде застаёт тренер Пай Чарт, он решает не сопротивляться необычной склонности своего подопечного, а наоборот, использовать её как визитную карточку. На следующий свой поединок Нонг Тум выходит уже в макияже, встреченный сперва смехом публики, он тем не менее добивается победы. В дальнейшем накрашенные губы и припудренные виски становятся неизменными атрибутами всех его выходов на ринг и, в определённом смысле, символами его спортивных свершений.
Нонг Тум получает приглашение на участие в турнире в Бангкоке, одновременно серьёзно заболевает его тренер Пай Чарт. В столице необычного спортсмена из провинции встречают как звезду. По прибытии на стадион его атакуют представители прессы, на прямой вопрос одной из журналисток, Нонг Тун отвечает, что действительно является транссексуалкой и мечтает сделать операцию по смене пола, как только заработает достаточно денег, чтобы обеспечить безбедное будущее своим родителям. На ринге в тот день он одерживает блестящую победу, а телевизионная трансляция поединка приносит ему национальную славу. Радостное событие омрачает лишь известие о смерти от рака наставника Пая Чарта. Нонг Тум остаётся выступать в Бангкоке, однако побеждать ему становится всё труднее, так как он начинает принимать гормоны, готовясь к операции по коррекции пола. Поняв, что его состояние не позволяет продолжать участие в профессиональных турнирах кикбоксинга, спортсмен соглашается на промовыступление в Токио, где его соперницей становится сильнейшая женщина-рестлер Японии Кёко Иноуэ. В упорной схватке (Иноуэ тяжелее его на 30 килограммов) Нонг Тум выходит победителем и триумфально возвращается на родину. Там он наконец осуществляет свою мечту: с согласия родителей делает операцию по коррекции пола.

## В ролях
| Актёр               | Роль                          |
| ------------------- | ----------------------------- |
| Асани Суван         | Нонг Тум / Паринья Чароэппхол |
| Сорапонг Чатри      | Пай Чарт                      |
| Орн-Анонг Паниавонг | мать Нонга Тума               |
| Нуккид Бунтонг      | отец Нонга Тума               |

## Художественные особенности
Фильм «Прекрасный боксёр» основан на биографии тайского кикбоксера Нонга Тума (настоящее имя — Паринья Чароэнпхол). Национальную известность Нонг Тум приобрёл в феврале 1998 года, после того как одержал сенсационную победу в своём первом поединке на ринге Бангкока (до этого он провёл 22 поединка в провинции, 20 из которых выиграл). Тогда же спортсмен публично заявил, что является транссексуалкой. Операцию по смене пола Нонг Тум сделал, когда ему исполнилось 18 лет, в 1999 году. Режиссёр фильма Экачай Уэкронгтам встретился с ней вскоре после этого события. По словам режиссёра, он поначалу колебался, стоит ли ему делать картину, но поговорив с Паринья Чароэнпхол, понял, что история этого человека, пытающегося примирить свои чувства со своим телом, — прекрасная возможность рассказать об извечном споре мужественности и женственности, сердца и головы, мечты и реальности. Паринья Чароэнпхол помогала создателям картины восстанавливать на экране подробности своей биографии, она также сыграла камео в сцене в массажном салоне (именно она передаёт герою фильма упаковку гормонов).
Выбор актёра на роль Нонга Тума оказался непростой задачей, так как значительная часть действия «Прекрасного боксёра» разыгрывается на ринге. Исполнивший в фильме главную роль Асани Суван был отобран из числа более 300 претендентов. Он является профессиональным кикбоксером (выступает под именем Арт), одним из лучших спортсменов в своей весовой категории (118 фунтов). Суван готовился к съёмкам более года. Он посещал актёрские курсы, которые вёл для него режиссёр Экачай Уэкронгтам, обучался балету и искусству традиционной тайской уличной оперы. Ради съёмок в нескольких ключевых эпизодах фильма Суван сбросил значительную часть своего веса и мышечной массы.
К картине «Прекрасный боксёр» пришло международное признание, а Асани Суван, для которого работа в этом фильме стала первой и единственной киноролью в жизни, был признан Национальной киноассоциацией Таиланда лучшим актёром страны по итогам 2003 года (всего лента номинировалась в 13 категориях). Наблюдатели отмечали, что внешне Асани Суван и Нонг Тум очень похожи.

## Награды
- 2004 — Награды Национальной киноассоциации Таиланда
  - Лучший актёр: Асани Суван
  - Лучший грим
- 2004 — Кинофестиваль в Сан-Себастьяне
  - Лучшая режиссура: Экачай Уэкронгтам
- 2004 — Кинофестиваль «Аутфест» в Лос-Анджелесе
  - Награда за вклад: Экачай Уэкронгтам

## Дополнительные факты
- В Таиланде, где существует особая трансгендерная субкультура так называемых катоев, фильм «Прекрасный боксёр» стал уже второй картиной о подобных спортсменках. В 2000 году в этой стране большим успехом пользовалась комедия «Железные леди» о команде волейболисток-трансгендеров, также основанная на реальных событиях.
- Съёмки картины велись в девяти провинциях Таиланда, а также в Токио. В токийском эпизоде в роли самой себя появилась женщина-рестлер Кёко Иноуэ.